# Rabah Krimi
Pour les articles homonymes, voir Krimi.
Rabah Krimi, né le 25 avril 1934 à Gafsa, est un footballeur tunisien.
Il évolue durant toute sa carrière au poste de défenseur au sein du Club africain.

## Carrière
- 1953-1964 : Club africain (Tunisie)[1]

## Palmarès
- Champion de Tunisie : 1964